# Casa del Gruppo dei Vasi di Vetro

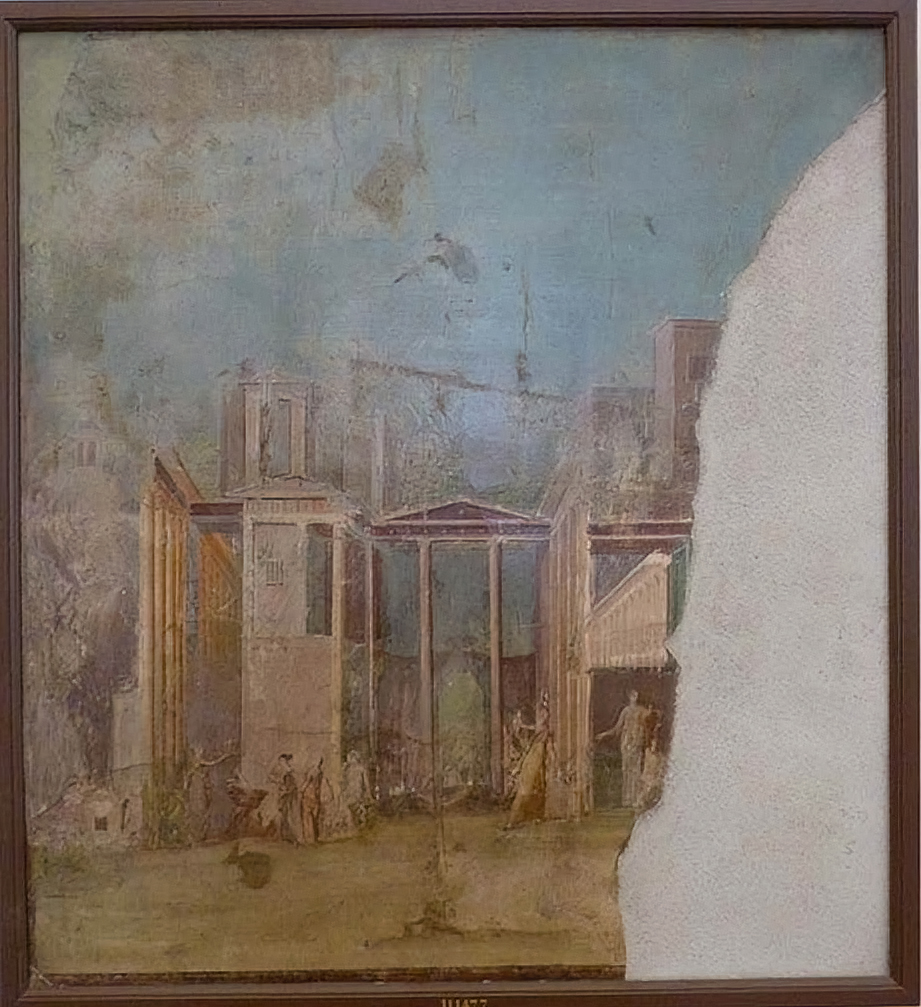
Medea und die Peliaden

Die Casa del Gruppo dei Vasi di Vetro (Haus der Gruppe von Glasvasen) ist ein Wohnhaus in Pompeji (VI 13, 2), das in den 1830er-Jahren zum Teil und dann 1874 vollständig ausgegraben wurde. Das Haus wurde bei Bombardierungen im Jahr 1943 stark beschädigt. Große Teile der antiken Bemalung sind nur noch von alten Zeichnungen bekannt.

## Beschreibung
Das einst zweigeschossige Haus hat zur Straße hin Läden. Der eigentliche Eingang bildet die Fauces. Dahinter befindet sich das Atrium. Es folgt das Tablinum. Das darauf folgende Peristyl hatte acht gemauerte Säulen und war zweigeschossig. Große Teile des Hauses waren im 3. Stil ausgemalt, wobei in der Forschung für einzelne Wände auch eine Zuordnung an den 4. Stil diskutiert wird. Besonders gut dokumentiert sind die Malereien aus dem Tablinum im 3. Stil. Bei den dortigen Malereien handelte es sich um eine typische Felderdekoration mit Stillleben als zentrale Motive. Einige dieser Bilder zeigen Gruppen von Bronze- und Glasgefäßen. Hinter dem Peristyl befindet sich ein Sommer-Triklinium. Von hier stammt ein Wandgemälde, das Medea und die Peliaden wiedergibt. Das Bild befindet sich heute im Archäologischen Nationalmuseum Neapel Lawrence Richardson Jr. schreibt es dem Boscotrecase-Maler zu. Im Peristyl steht ein Lararium, auf dem Schlangen und die Laren gemalt waren. Die Malereien sind heute vollkommen vergangen.
Im Haus fanden sich zahlreiche ärztliche Instrumente. Zahlreiche Bronzefragmente gehören wahrscheinlich zu Truhen. Ein Elfenbeinrelief zeigt einen Faun. Es fand sich ein Warmwasserkessel aus Blei.

## Galerie

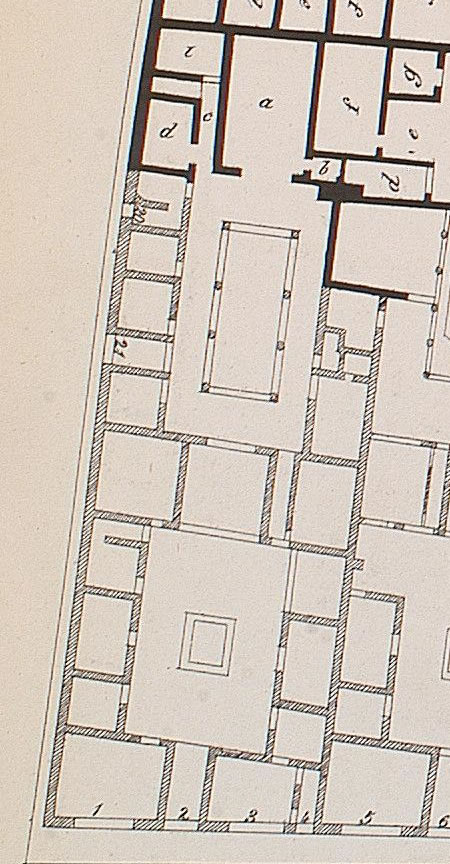
Grundriss des Hauses
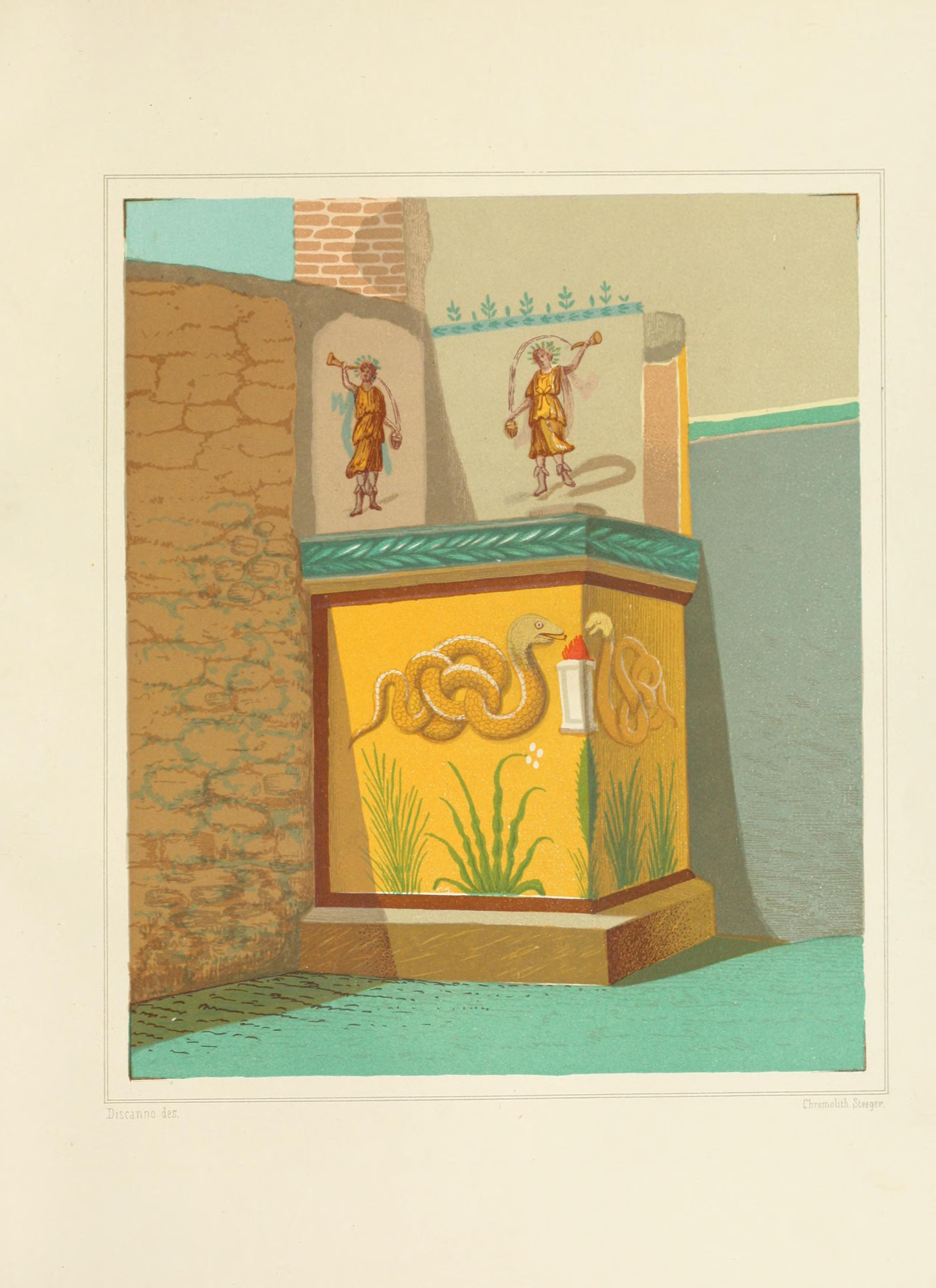
Lararium
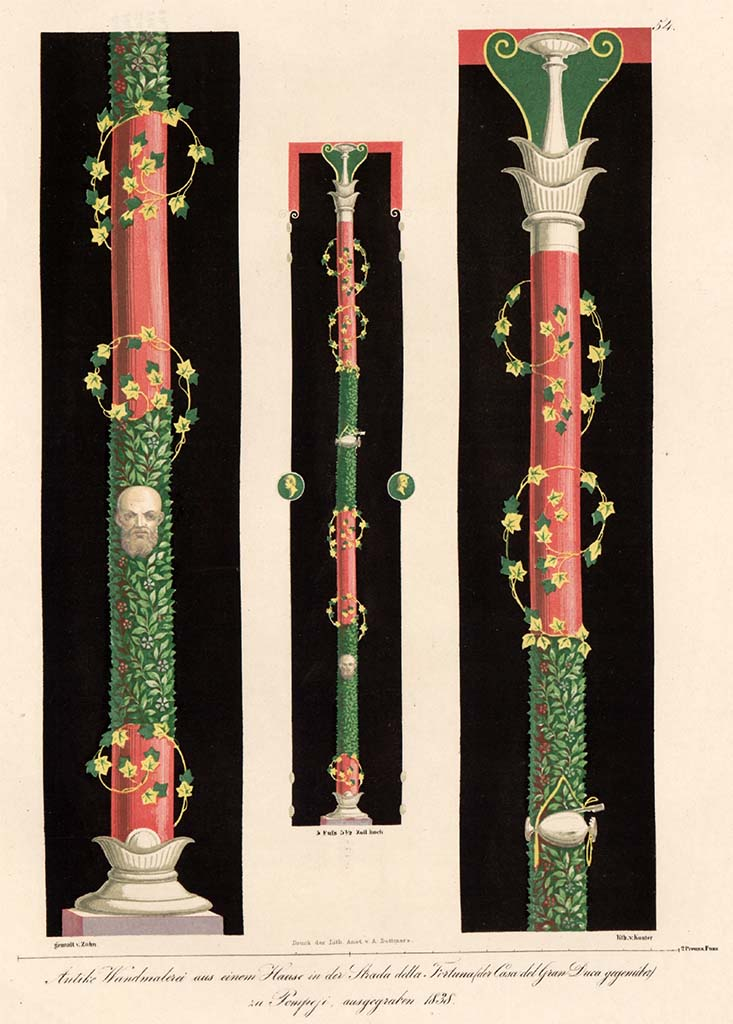
Gemalte Säulen
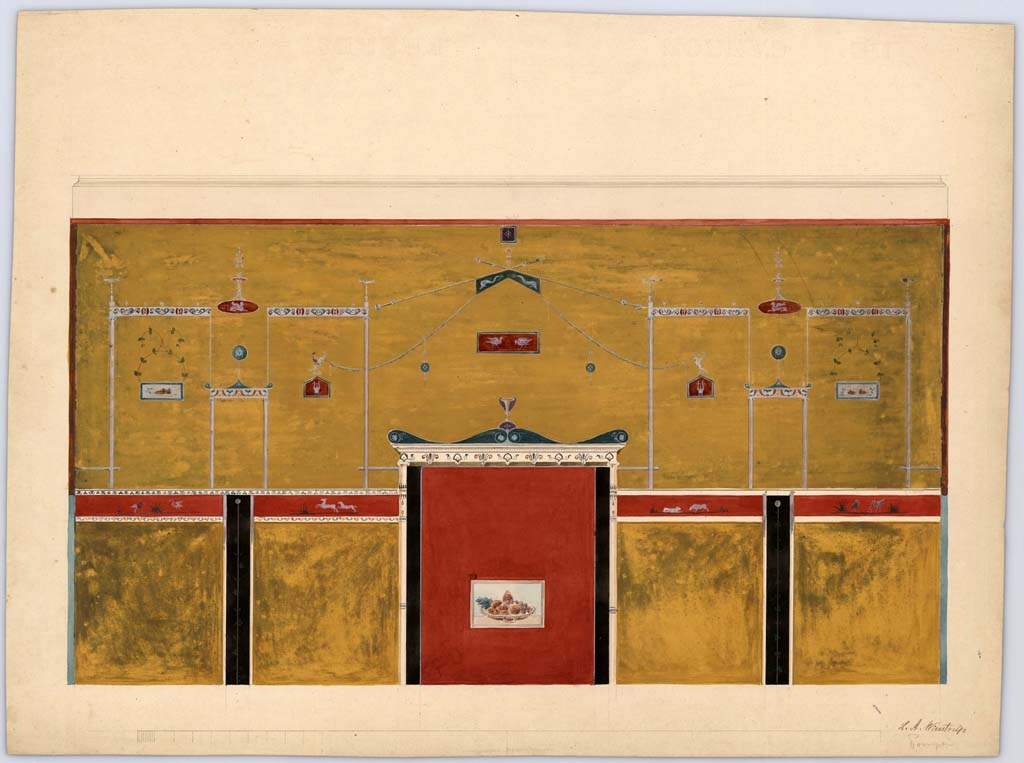
Wand im 3. Stil
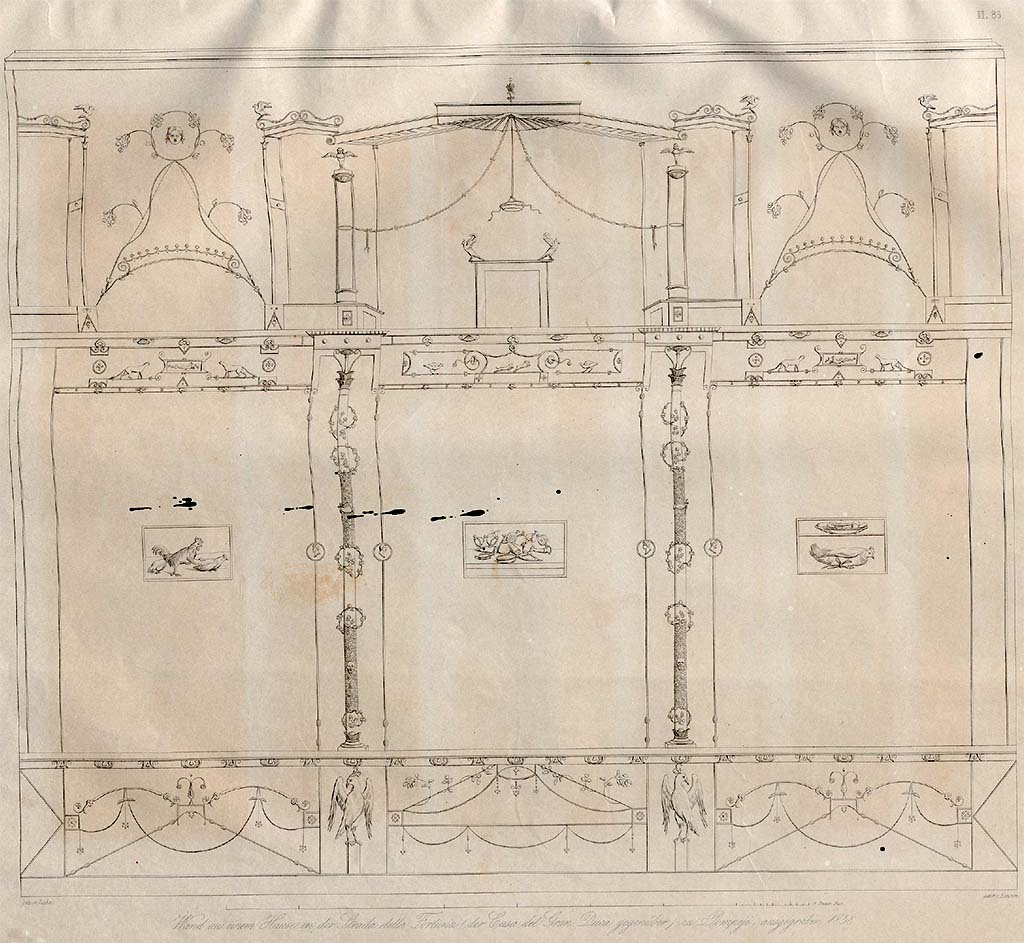
Malereien im Tablinum